# Ireen Sheer
Pour les articles homonymes, voir Sheer.
Ireen Sheer, née Ireen Wooldridge, 25 février 1949 à Romford (Royaume-Uni), est une chanteuse britannico-allemande.

## Biographie
Ireen Sheer a été découverte au début des années 1960. Elle chantait dans plusieurs groupes pop, comme les Family Dogg. Elle a commencé à se faire connaitre en solo au début des années 1970 spécialement en Allemagne. Elle connut un grand succès quand la chanson Goodbye Mama est devenue Top 5 au hit parade allemand en 1973. Ensuite elle a eu de nombreux tubes en Allemagne (dont Du bist das, was ich will, en duo avec Gavin du Porter, dont elle est l'épouse de 1976 à 2000), et était invitée régulièrement dans les différentes émissions de télévision en RFA (notamment le ZDF Hit Parade).
En 1974 elle a représenté le Luxembourg au Concours Eurovision de la chanson, avec le titre Bye Bye, I Love You terminant en 4e position. 
En 1978, elle a chanté de nouveau au Concours Eurovision de la chanson la chanson Feuer cette fois pour l'Allemagne et est arrivée à la 6e place. 
En 1985 Ireen Sheer a chanté avec Margo Verdoorn, Franck Olivier, Chris Roberts, Diane Solomon et Malcolm Roberts, de nouveau pour le Luxembourg au Concours Eurovision de la chanson avec la chanson Children, Kinder, Enfants. Ils finirent à la 13e place.
En 1987, elle participe à l'ensemble vocal Wir für Euch (groupe) qui sort l'album Insel der Liebe.